# Jérôme Chenal
 (octobre 2023).
Il peut être nécessaire de l'améliorer pour respecter le principe de neutralité de point de vue. Veuillez consulter la page de discussion pour plus de détails.

 (juin 2018).
Jérôme Chenal, né le 9 septembre 1973 à Porrentruy est un architecte et urbaniste suisse spécialiste des villes africaines. 

## Biographie
Jérôme Chenal naît le 9 septembre 1973 à Porrentruy, dans le canton du Jura.
Il étudie l'architecture à l'École polytechnique fédérale de Lausanne (EPFL), où il obtient un diplôme d'architecte en 1999 avec un projet de mosquée sur les aires d'autoroute. Il y soutient en 2009 une thèse de doctorat sur la planification urbaine dans les villes africaines.
Après ses études d'architecture à l'EPFL, il travaille dans un cabinet privé suisse spécialisé dans les grands projets urbains en Afrique[précision nécessaire], et développe parallèlement sa propre structure. 
Il est nommé directeur de la Communauté d'études pour l'aménagement du territoire de l'EPFL en 2014 et directeur du centre Excellence in Africa de l’EPFL en 2020. 

## Repenser la planification urbaine en Afrique
Jérôme Chenal propose une vision pragmatique des villes africaines, , suggérant de sortir des modèles conçus dans les conférences internationales pour inventer les villes à partir de leurs propres réalités. Les difficultés viennent souvent d'un certain manque d'imagination et de créativité dans les réponses que l'on donne aux problèmes, et les référentiels utilisés manquent de réalisme s'ils ne découlent pas d'une compréhension fine des dynamiques en cours dans ces villes. Chenal questionne les relations entre transformations de l'espace et mutations sociales, entre planification urbaine et pratiques de la rue, en Suisse et en Afrique principalement.

## Activités
Jérôme Chenal est l'auteur d'un cours en ligne (MOOC intitulé « Villes africaines: Introduction à la planification urbaine » et publie depuis 2017 des chroniques pour le journal  Le Monde,, dans lesquelles il aborde les enjeux fondamentaux de la planification urbaine en Afrique et propose, sur la base d'exemples précis, des pistes de solutions.
Depuis 2017 cet urbaniste publie un classement des villes africaines qui mesure la qualité de vie dans les 100 plus grandes villes par l'analyse statistique de plus d'une centaine d'indicateurs, en cherchant à saisir le mieux possible le point de vue du citadin. L'idée n'est pas de mettre en compétition les villes, mais d'élaborer progressivement des outils simples de monitoring du développement urbain.
Il dirige actuellement[Quand ?] une dizaine de recherches doctorales, essayant de comprendre les mécanismes de construction des périphéries urbaines en Afrique subsaharienne. Il mène aussi des travaux sur diverses villes comme Yaoundé, Lomé, Dakar, Nouakchott, Abidjan, Brazzaville, N’Djamena, Douala, et même caribéennes, comme Port-au-Prince.

## Enseignement
- Villes africaines: Introduction à la planification urbaine
- Villes africaines: Environnement et enjeux de développement durable

## Publications
- J. Chenal. La ville ouest-africaine. Modèles de planification de l'espace urbain. MétisPresses, Genève, 978-2-940406-18-0, vuesDensemble, 2013.
- J. Chenal. The west african city. Urban space and models of urban planning. EPFL Press, Lausanne, 2014.

- J. Chenal, Y. Pedrazzini. « Tentative Classification of Various Slum Types », in Learning from the Slums for the Development of Emerging Cities, p. 31-41, GeoJournal Library 119, 2016.
- J. Chenal. « Ville dense ou ville diffuse ? Quel avenir pour les périphéries des villes du sud ? » in Villes en développement, num. 102, p. 2-3, 2016.
- I. Diagana, J. Chenal and S. Hasler. Villes africaines : restructuration des quartiers précaires. EPFL Press, Lausanne, 978-2-88914-401-3, BOOCs EPFL, 2016.
- Yemadji, J. Chenal, S. Hasler and A. F. Kemajou Mbianda. Villes africaines: Environnement et enjeux de développement durable. EPFL Press, Lausanne, 978-2-88914-429-7, BOOCs EPFL, 2017.
- P. Sakho, J. Chenal and A. F. Kemajou Mbianda. Villes africaines: mobilités et transports urbains. EPFL Press, Lausanne, 978-2-88914-431-0, BOOCs EPFL, 2017
- J. Chenal. Architecture et ville contemporaine en Afrique. Africa Big Change/Big Chance, Centre international pour la Ville, l’Architecture et le Paysage (CIVA), Bruxelles, February 2, 2015.
- J.-C. Bolay, Y. Pedrazzini and J. Chenal. Learning from the Slums, Learning for the Slums in Learning from the Slums for the Development of Emerging Cities, p. 239-247, GeoJournal Library 119, 2016.
- J. Chenal, Y. Pedrazzini, G. Cisse and V. Kaufmann (Éds.). Quelques rues d'Afrique. Observation et gestion de l'espace public à Abidjan, Dakar et Nouakchott. Les éditions du Lasur, Lausanne, 978-2-9700357-6-3, 2009.